# 경성사범학교

개교 당시의 경성사범학교 본관

경성사범학교(京城師範學校, 1922~1946)는 일제강점기 시기 관립 초등교원양성기관으로, 원래 중등학교였다가 1943년 전문학교급으로 승격되었다. 해방이후 경성여자사범학교와 통폐합되어 서울대학교 사범대학이 되었다.

## 설립과 학교 구성
1921년 조선총독부사범학교가 설립되었는데, 사범학교 규정 없이 예비적으로 설립되어 있던 학교였다. 1922년 2월 사범학교 규정이 제정되고나서 조선총독부사범학교는 경성사범학교로 개편되었다. 경성사범학교는 보통학교와 소학교 졸업자가 입학하는 5년제 보통과와 보통과 수료자 및 고등보통학교와 중학교 졸업자가 입학하는 1년제 연습과를 갖추었다. 경성사범학교는 개교 후 5개월 가랑 경성제1고등보통학교 내의 가교사를 사용하였고, 같은해 9월 30일에 을지로 5가에 있는 신축교사로 이전되었다.
경성사범학교가 개교하면서 경성제1고등보통학교 부속보통학교를 이관받아 부속보통학교로 삼았으며, 1922년 6월에는 일본인들이 재학하는 부속 소학교도 개설하였다. 1925년에는 강습과 및 여자연습과를 개설하여 여자입학생을 받았으며, 경성여자고등보통학교 부속 여자보통학교를 이관받아 부속 여자보통학교로 삼았다.

## 경성사범학교
경성사범학교의 학급은 1부와 2부로 나뉘면서 1부에서는 일본인이 다니는 학교의 초등교원을 양성했고, 2부에서는 조선인이 다니는 학교의 초등교원을 양성했다. 사범학교의 공납금(등록금)과 수업료는 전액 조선총독부에서 지급했으며, 학생의 상위 30% 가량을 관비생으로 선발하여 매월 15원씩 조선총독의 학비 보조금을 하사했다. 사범학교 졸업자는 사범학교 수업료를 면제 받았기 때문에 소학교와 보통학교에서 일정기간 의무적으로 복무해야 했다. 의무 복무 기간은 관비생은 4년이었고, 관비생이 아닌 사비생은 2년이었다. 당시에는 의무복무기간을 대체하여 면제 받았던 교육비를 일괄 납부하는 제도가 없었기 때문에 반드시 의무복무를 이행해야 했다.
1926년에는 학제가 개정되었다. 보통과와 연습과를 두었는데, 보통과에는 소학교와 보통학교 졸업자가 5년간 수학(여자는 4년)했다. 연습과에는 갑반(甲班)과 을반(乙班)으로 나뉘어 있었는데, 갑반에는 보통과 수료자, 중학교 졸업자, 전문학교검정시험 합격자가 수학했고, 을반에는 고등보통학교나 실업학교 졸업자가 수학했다. 또, 2종 훈도(교원)면허 소지자들에게 1종 면허 연수를 제공하는 1년제 강습과가 개설되기도 했다. 1931년에는 여자강습과가 개설되었고, 1933년부터는 강습과의 연수기간이 2년으로 연장되었다.
1930년대 들어 전국적인 보통학교 증설로 교원 수급난이 심각해지자, 1934년에 ‘보통학교 교원 강습과’를 설치하고 농업학교 졸업자를 대상으로하는 6개월과정의 속성 교원 양성교육을 실시하였다. 1935년에는 경성사범학교에 존재하던 모든 여자학급이 경성여자사범학교로 분리되었다. 조선총독부의 사범교육령제겅과 사범학교 규정 개정에 따라 경성사범학교는 1943년 전문학교급으로 승격되었다. 이에 따라 연습과가 본과로 개편되었으며, 보통과가 4년의 예과로 개편되었다.
경성사범학교는 해방직후 경성사범대학으로 승격되어 초등교원뿐만 아니라 중등교원을 양성하다가 1946년 경성여자사범학교와 통폐합되어 서울대학교 사범대학으로 개편되었다.
오늘날 대한민국 서울특별시에 있는 서울교육대학교(경기사범학교의 후신)와는 무관한 학교이다.

## 같이 보기
- 일제강점기의 교육
- 경성여자사범학교